# Eduardo De Crescenzo
Eduardo De Crescenzo (né à Naples le 8 février 1951) est un auteur-compositeur-interprète et multi-instrumentiste italien, surtout connu pour les chansons Ancora et E la musica va.

## Biographie
Né à Naples, De Crescenzo a commencé à jouer de l’accordéon à 3 ans et fait sa première apparition publique à 5 ans au Teatro Argentina à Rome.
À 16 ans, il fonde le groupe, Eduardino ei Casanova, avec lequel il enregistre en 1967 le premier 45 tours «Hai detto no!  » .Après des études de musique classique et de droit à l'université, De Crescenzo signe à la fin des années 1970 un contrat avec Dischi Ricordi et publie son premier single en tant que soliste, La solitudine (1978). Sa carrière est lancée par la chanson Ancora, une ballade romantique qu'il présente au Festival de Sanremo en 1981, remportant le prix de la critique; la chanson se vend à plusieurs millions d'exemplaires  et reprise par des artistes comme Mireille Mathieu, Mina, Anna Oxa, Ornella Vanoni et Thelma Houston (avec le titre I'm Losing).
Malgré ce succès, De Crescenzo  explore de nouvelles voies musicales, entre mélodies classiques italiennes, soul, rythm and blues et folk. Il participe à quatre autres éditions du festival de Sanremo, en 1985 (Via con me), en 1987 (L'odore del mare), en 1989 (Come mi vuoi) et en 1991 (E la musica va). La chanson E la musica va  est reprise par Phil Manzanera sous le titre The beat goes on. Après l'album Danza  de 1993 , De Crescenzo se consacre  aux concerts en direct et aux projets caritatifs. En 2012, après une interruption de quatre ans, il revient à la musique live avec la tournée Essenze Jazz dans laquelle il réinterprète son répertoire dans un style jazz.

## Discographie

### Albums studio
- 1981 - Ancora
- 1982 - Amico che voli
- 1983 - Decrescenzo
- 1985 - Dove c'è il mare
- 1987 - Nudi
- 1989 - C'è il sole
- 1991 - Cante jondo
- 1993 - Danza Danza
- 2002 - La vita est un'altra
- 2013 - Essenze Jazz

### Albums live
- 1995 - Live
- 2006 - Le mani

### Albums de compilation
- 1996 - All The Best (1981 - 1991)
- 1998 - 80 minutes (1981 - 1993)
- 2007 - Le più belle (1978 - 1991)
- 2011 - I miei successi (1978-1991)